# Brad Stevens
Bradley Kent "Brad" Stevens (ur. 22 października 1976 w Indianapolis) – amerykański trener koszykarski, obecnie prezes klubu Boston Celtics.
3 czerwca 2021 opuścił stanowisko głównego trenera Boston Celtics i objął etat prezesa klubu.

## Osiągnięcia
NCAA
- 2-krotny finalista NCAA (2010, 2011)[2]
- 3-krotny mistrz Horizon League (2008, 2010, 2011)
- 2-krotny Trener Roku Horizon League (2009, 2010)[3]
- Laureat nagrody – Clair Bee Coach of the Year Award (2011)[4]

NBA
- Menedżer roku NBA (2024)[5]
- Trener drużyny Wschodu podczas meczu gwiazd NBA (2017)
- Zwycięzca Konferencji Wschodniej NBA w sezonie zasadniczym (2017)